# 비야디 e7
비야디 e7(영어: BYD e7)은 비야디 자동차에서 2025년부터 제조한 배터리 전기 중형 세단이다.

## 같이 보기
- 비야디 자동차의 차종 목록